# Konstantinos Simitis

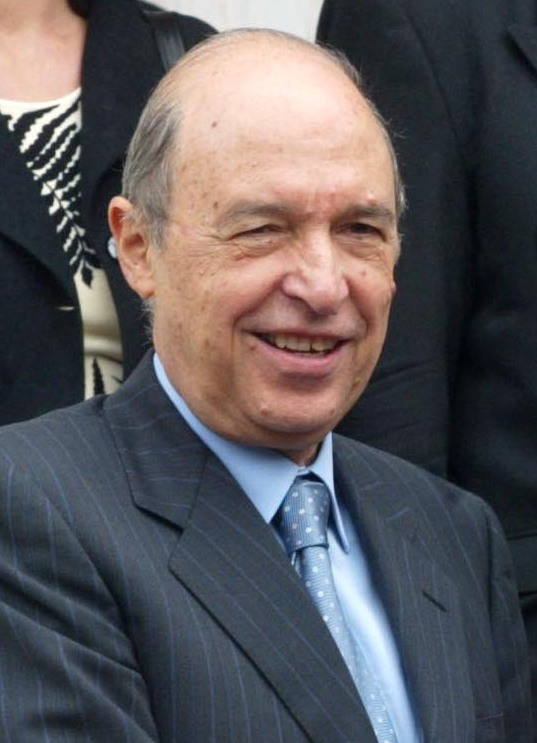
Konstantinos Simitis (2003)

Konstantinos (Kostas) Simitis (griechisch Κωνσταντίνος Σημίτης, * 23. Juni 1936 in Piräus; † 5. Januar 2025 in Korinth) war ein griechischer Politiker der sozialdemokratischen PASOK. Er war vom 22. Januar 1996 bis zum 10. März 2004 Ministerpräsident der Republik Griechenland.

## Werdegang
Konstantinos Simitis studierte Rechts- und Wirtschaftswissenschaften an der Universität Marburg (1954–1959), an der er 1959 mit einer Dissertation über „Gute Sitten und ordre publique“ auch promoviert wurde. Er setzte seine Studien dann an der London School of Economics and Political Science fort (1961–1963). Ab 1971 war er als Dozent an der Universität Konstanz tätig, 1971 wurde er als Ordentlicher Professor für Handels- und Bürgerliches Recht an die Universität Gießen berufen, dort war er bis 1975 tätig. 1977 wechselte er als Professor an die politikwissenschaftliche Panteion-Universität Athen. Ab 1961 war Simitis auch als Rechtsanwalt beim Areopag, dem obersten Gerichtshof in Athen, tätig.
Simitis war Bruder von Spiros Simitis, dem langjährigen Datenschutzbeauftragten des Landes Hessen und Rechtsprofessor.
Der Vater von Simitis war Rechtsanwalt, Professor an der Universität von Athen und langjähriger Präsident der Rechtsanwaltskammer von Piräus.

## Politik
Simitis war aktiver Teilnehmer am Widerstand gegen die Militärdiktatur und Mitglied des Nationalrates der Panhellenischen Befreiungsbewegung (PAK). Durch Flucht ins deutsche Exil (1969–1974) entging er der bevorstehenden Verhaftung. Simitis war Gründungsmitglied der Panhellenischen Sozialistischen Bewegung (PASOK, am 3. September 1974) und wurde Mitglied des Vorstandes und des Präsidiums der Partei. Seit 1985 war er Abgeordneter der PASOK für den Wahlbezirk Piräus. Er bekleidete Ministerämter in allen Regierungen und der Allparteienkoalition von 1989. Er kam in Konflikt mit Andreas Papandreou, da er dessen populistische Politik kritisierte, trotzdem war dieser aufgrund der wirtschaftlichen Kompetenz von Simitis auf ihn angewiesen. Zwei Mal wurde ihm ein Parteiausschlussverfahren angedroht.
Am 22. Januar 1996 trat Simitis die Nachfolge des kurz zuvor erkrankten Parteigründers Andreas Papandreou als Ministerpräsident an.
Die PASOK erhielt in der Parlamentswahl vom 22. September 1996 41,49 % der Stimmen (minus 5,39 Prozentpunkte) und 162 der 300 Sitze im Parlament; Simitis bildete sein zweites Kabinett.
Bei der Parlamentswahl am 8. April 2000 erhielt die PASOK 43,79 % der Stimmen und 158 der 300 Sitze; Simitis bildete sein drittes Kabinett.
Simitis trat am 8. Februar 2004, kurz vor der turnusgemäß anstehenden Parlamentswahl 2004, als Ministerpräsident zurück. Er sagte, er wolle einen Generationswechsel einleiten. Sein Nachfolger als PASOK-Vorsitzender wurde Giorgos Papandreou, den er im Februar 1999 zum Außenminister ernannt hatte. Papandreou war auch Spitzenkandidat der PASOK bei der Parlamentswahl; die PASOK verlor gegen die ND mit dem Spitzenkandidaten Kostas Karamanlis (→ Kabinett Karamanlis I).